# Sant Francesc de Jesús
Sant Francesc és l'església parroquial del raval de Jesús a Tortosa (Baix Ebre) i és protegida com a bé cultural d'interès local. És l'antiga església del convent franciscà que va existir a Jesús des del segle xv fins al segle xix. La seva estructura i ornamentació corresponen al segle xviii, segle de grans reformes dins el recinte del convent, entre elles l'edificació d'un nou temple (cal recordar que a la gran pedra que hi ha a l'altar major apareix la inscripció "Fou traslladada a esta església lo anys 1773", a més d'una altra inscripció en lletra més petita). Després fou la capella del Col·legi Màxim dels Jesuïtes, des el 1854 i, des del 1928-1929, església parroquial de la raval de Jesús.

## Arquitectura
Té planta rectangular, i se situa a l'extrem dret del conjunt format per l'antic Col·legi de la Immaculada i l'església parroquial de Jesús, més o menys el mateix recinte que ocupava el primigeni convent franciscà.
La gran sobrietat dels seus murs només es veu trencada per la petita porta principal amb arc quasi el·líptic rebaixat per a l'emmarcament i arc de mig punt per a la porta pròpiament dita, amb delicat i sinuós motllurat, mentre als costats es disposen unes franges verticals segons el tipus de pilastra, un lleuger cornisament que combina les línies rectes amb les corbes, el campanar (a la cantonada dreta, de planta quadrada que es transforma en octogonal al registre superior) i la cúpula revestida de teules d'un brillant color verd.
L'interior presenta tres naus, sense creuer i un absis quadrat. La nau central té volta de canó i presenta, al tram més ample, una cúpula profusament ornamentada, com tota la part superior de l'edifici. Cal també destacar els pilars prismàtics amb grans basaments i no menys grans capitells de tradició coríntia, així com el gran cor dels peus, i els altars de les naus laterals.
Les decoracions escultòriques es desenvolupen a les voltes de tres naus, a la part alta dels murs laterals, i als capitells de pilars i pilastres. Hi trobem formes vegetals, una gran cúpula amb petxines que contenen àngels trompeters entre d'altres.
Decoracions escultòriques d'unes voltes. Aquestes decoracions foren realitzades entre finals de la primera meitat del segle xviii i la segona meitat d'aquest, i s'han mantingut sense cap transformació fins a l'actualitat tot i els conflictes bèl·lics.

## Capella del Sagrament
La capella del Sagrament és un edifici de Tortosa (Baix Ebre) inclòs a l'Inventari del Patrimoni Arquitectònic de Catalunya de manera individual. Aquesta capella del Sagrament fou anteriorment la sagristia de l'església de l'antic convent franciscà de Jesús. Probablement construïda dins la nova edificació del segle xviii. Destaca per les seves grans proporcions, degut al notable nombre de frares que hi havia al convent, un dels més importants de Catalunya. Després de la Guerra Civil es va transformar en capella del Sagrament (la sagristia es traslladà a l'altre costat del presbiteri) i sembla que s'hi realitzaren importants reformes.
Edifici religiós de planta quadrada, al costat dret de l'absis de l'església parroquial del raval de Jesús, Sant Francesc. Es presenta com un cos lleugerament sortit del mur unitari de l'església, amb un únic element distintiu, la cúpula, revestida de teules, sense el color de les de la cúpula de la nau central del temple.
A l'interior el gran cub es resol superiorment per una cúpula que té al centre un medalló profusament ornamentat i al que conflueixen setze radis que entronquen amb el tambor per vuit radis més que divideixen aquesta part en vuit superfícies, amb una finestra ovalada a cada superfície, encara que només estan obertes tres d'elles. Les petxines de la cúpula tenen imatges de sants policromades al mig d'uns marcs molt ornamentats. Les llunetes estan centrades per una finestra rectangular coronada per la figura d'un àngel, són finestres cegues o falses en tres casos, mentre que el quart, al mur dret, queda oberta. Els altres elements de la capella no fan més que confirmar el seu protagonisme decoratiu davant de l'estructural.